# Motor V8
O motor de avião Liberty V8 
exemplifica claramente a 
configuração de um motor V8, 
embora as versões para 
automóveis modernos prefiram 
um ângulo de 90 graus 
entre os cilindros.
Um V8 é uma configuração de motor de combustão interna em que 8 cilindros estão dispostos em duas bancadas de 4 cilindros, unidas pela parte de baixo, formando um "V".
Estes motores podem ser tanto de ciclo Otto quanto de ciclo Diesel e são utilizados em automóveis de grande porte, utilitários leves, médios e pesados, embarcações marítimas e até mesmo aeronáuticas.

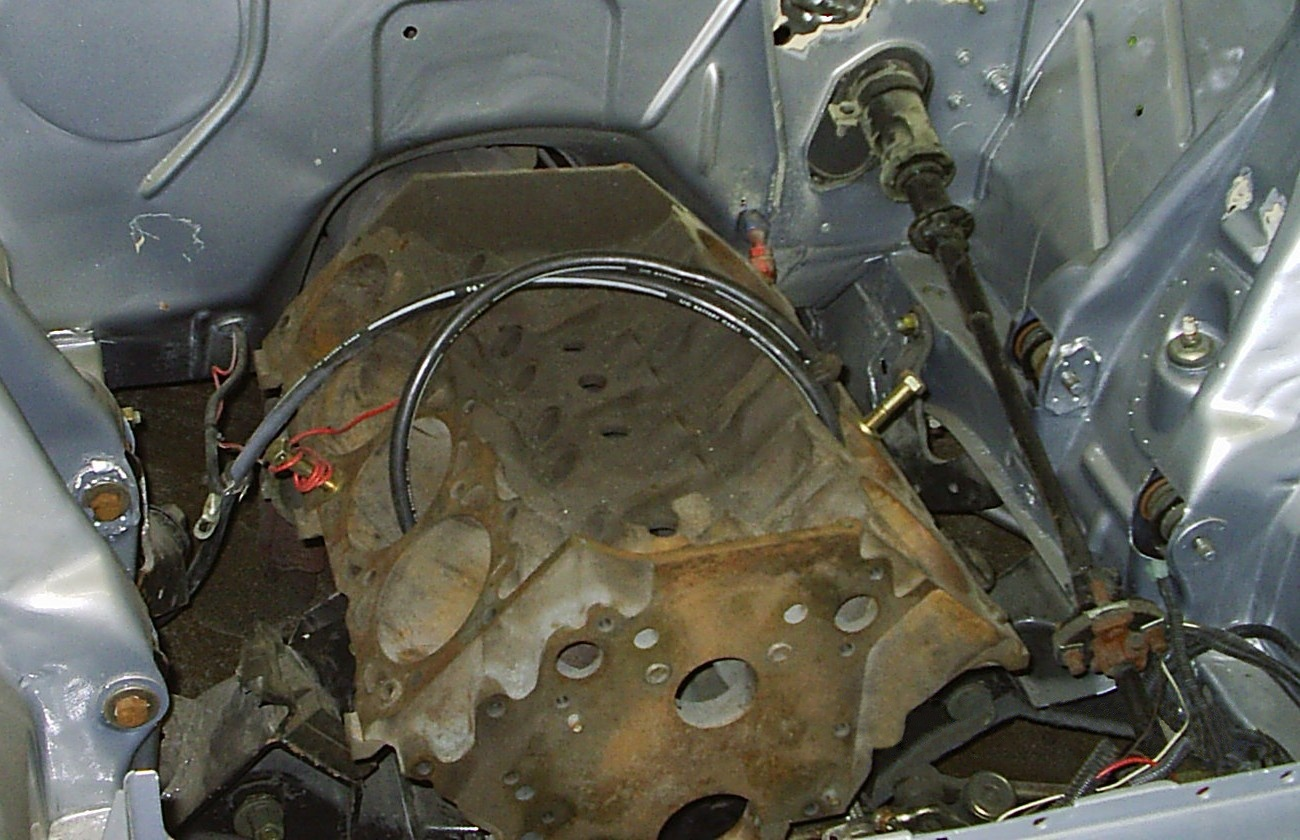
Bloco exposto de um Motor V8 American Motors mostrando os quatro cilindros em cada lado da configuração em "V".